# Lukáš Hodboď
Lukáš Hodboď (* 2. März 1996 in Nymburk) ist ein tschechischer Mittelstreckenläufer, der sich auf den 800-Meter-Lauf spezialisiert hat und zu Beginn seiner Karriere im 400-Meter-Hürdenlauf an den Start ging.

## Sportliche Laufbahn
Erste internationale Erfahrungen sammelte Lukáš Hodboď im Jahr 2014, als er bei den Juniorenweltmeisterschaften in Eugene im 400-Meter-Hürdenlauf mit 52,75 s im Halbfinale ausschied und im Jahr darauf schied er dann bei den Junioreneuropameisterschaften in Eskilstuna mit 54,72 s in der ersten Runde aus. 2017 nahm er an den U23-Europameisterschaften in Bydgoszcz über 800 Meter teil und schied dort mit 1:50,72 min im Vorlauf aus und erreichte auch mit der tschechischen 4-mal-400-Meter-Staffel in 3:10,34 min nicht das Finale. Anschließend erreichte er bei der Sommer-Universiade in Taipeh über 800 Meter das Halbfinale, in dem er mit 1:49,40 min ausschied. Zudem gewann er mit der Staffel in 3:08,14 min die Bronzemedaille hinter den Teams aus der Dominikanischen Republik und den Vereinigten Staaten. 2018 qualifizierte er sich erstmals für die Europameisterschaften in Berlin und gelangte dort überraschend bis in das Finale, in dem er mit 1:46,60 min auf Rang acht landete. 2019 schied er dann bei den Halleneuropameisterschaften in Glasgow mit 1:49,31 min im Vorlauf aus. Anschließend gewann er bei den Studentenweltspielen in Neapel in 1:47,97 min die Bronzemedaille hinter dem Algerier Mohamed Belbachir und Mouad Zahafi aus Marokko. Zudem belegte er mit der Staffel in 3:06,78 min den fünften Platz. 2021 startete er bei den Halleneuropameisterschaften in Toruń und kam dort mit 1:51,59 min nicht über die erste Runde hinaus.
2017 und 2019 wurde Hodboď tschechischer Meister in der 4-mal-400-Meter-Staffel im Freien sowie 2018 und  2020 im 800-Meter-Lauf. In der Halle wurde er 2020 Meister im 800-Meter-Lauf sowie 2019 in der 4-mal-200-Meter-Staffel.

## Persönliche Bestzeiten
- 800 Meter: 1:46,26 min, 19. August 2020 in Bydgoszcz
  - 800 Meter (Halle): 1:46,93 min, 3. Februar 2021 in Ostrava
- 400 m Hürden: 52,33 s, 9. Juni 2014 in Prag